# Howard Walter Florey
Howard Walter Florey (Adelaida, Australia, 24 de septiembre de 1898 - Oxford, Reino Unido, 21 de febrero de 1968) fue un farmacólogo australiano que compartió el Premio Nobel de Fisiología o Medicina en 1945 con Ernst Boris Chain y Alexander Fleming.

## Semblanza
Florey realizó sus estudios en la Universidad de Adelaida y se trasladó a Oxford para especializarse. Investigó la actividad citológica de diversos mohos y bacterias, y eligió el antibiótico penicilina, descubierto por Alexander Fleming, para sus investigaciones.
Colaboró con Ernst Boris Chain para extraer la penicilina de los cultivos del hongo Penicillium notatum y purificarla mediante métodos químicos, objetivo que ambos investigadores lograron en 1940.

### Carrera
Después de períodos en los Estados Unidos y en Cambridge, Florey  se incorporó a la Cátedra Joseph Hunter de Patología en la Universidad de Sheffield en 1931. En 1935 regresó a Oxford como profesor de patología y miembro del Lincoln College, liderando un equipo de investigadores. En 1938, trabajando con Ernst Boris Chain, Norman Heatley y Edward Abraham, leyó el artículo de Alexander Fleming que analizaba los efectos antibacterianos del Penicillium notatum.
En 1941, Florey y Chain trataron a su primer paciente, Albert Alexander, quien había sufrido un rasguño en la cara, que luego se diseminó, provocándole una infección facial grave debido a la presencia de estreptococos y estafilococos. Su cara, ojos y cuero cabelludo estaban hinchados, hasta el punto de que le habían extirpado un ojo para aliviarle parte del dolor. Al día siguiente de ser tratado con la penicilina, comenzó a recuperarse. Sin embargo, los investigadores no tenían suficiente penicilina para ayudarle a una recuperación completa, y recayó y murió. Debido a esta experiencia y a la dificultad de producir la penicilina, los investigadores cambiaron su enfoque a los niños, que podrían ser tratados con cantidades más pequeñas.
El equipo de Florey investigó la producción a gran escala del moho y la extracción eficiente del ingrediente activo, hasta el punto de que, en 1945, la producción de penicilina se había convertido en un proceso industrial al servicio de las tropas aliadas durante la Segunda Guerra Mundial. Sin embargo, Florey siempre dijo que el proyecto fue impulsado originalmente por intereses científicos, y que el descubrimiento medicinal fue una ventaja añadida:

La gente a veces piensa que trabajamos en la penicilina porque estábamos interesados en paliar los sufrimientos de la humanidad. No creo que hayan pasado por nuestras mentes estos padecimientos. Este fue un ejercicio científico interesante, y que la penicilina pudiera usarse en la medicina es muy gratificante, pero esta no fue la razón por la que empezamos a trabajar en ella.
Howard Florey

El desarrollo de penicilina fue un esfuerzo en equipo, ya que estas cosas tienden a serlo.
Howard Florey, Barón Florey

Florey compartió el Premio Nobel de Medicina en 1945 con Ernst Boris Chain y con Alexander Fleming. Fleming observó por primera vez las propiedades antibióticas del moho que produce la penicilina, pero fueron Chain y Florey quienes desarrollaron el proceso necesario para que se convirtiera en un tratamiento útil.
El 15 de julio de 1965 se le concedió la Orden del Mérito del Reino Unido.

## Eponimia
- El cráter lunar Florey lleva este nombre en su memoria.[5]
- El asteroide (8430) Florey también conmemora su nombre.[6]